# Cuarteto de cuerda n.º 14 (Mozart)
El Cuarteto de cuerda n.º 14 en sol mayor, K. 387, conocido como el Cuarteto de la primavera, fue compuesto por Wolfgang Amadeus Mozart en 1782 durante su estancia en Viena. La fecha de composición del cuarteto aparece en una inscripción en italiano del propio Mozart, ubicada sobre el título del cuarteto: «li 31 di decembre 1782 in Vienna» La obra fue editada probablemente en 1783. Es el primero de los Cuartetos dedicados a Haydn, una serie de seis cuartetos de cuerda que escribió durante sus primeros años viviendo en Viena en honor del compositor y amigo de Mozart Joseph Haydn, considerado generalmente como el "padre del cuarteto de cuerda".

## Estructura
Como ocurre con todos los últimos cuartetos de Mozart, consta de cuatro movimientos:
- I. Allegro vivace assai.
- II. Menuetto.
- III. Andante cantabile.
- IV. Molto allegro.

El primer movimiento, en sol mayor, contrasta pasajes bastante diatónicos con fragmentos cromáticos. De acuerdo con Williams (1997), «debe sorprenderse algo cualquiera que examine este cuarteto por la gran cantidad de cromatismo que hay en él». En contraste a los cuartos movimientos de sus sus sinfonías, todos ellos con el minueto como tercer movimiento, este cuarteto presenta el minueto en su segundo movimiento. Se trata de un largo minueto, escrito en la tonalidad de la tónica (sol mayor), con sus serie de cuartas cromáticas aparte de los cambios dinámicos acontecidos en cada nota. El minueto está seguido por un movimiento lento en la subdominante (do mayor), cuyo tema explora remotas áreas tonales.
El tema fugado de cuatro notas blancas en el finale antecede al posterior último movimiento de la Sinfonía n.º 41 "Júpiter" de Mozart (1788), un movimiento que comienza también con cuatro notas blancas de forma fugada, en la coda, y recuerda asimismo a la Sinfonía n.º 23 de Michael Haydn, en la que el finale es también una fuga a partir de un sujeto de cuatro notas blancas, del que Mozart copió los primeros compases y fue erróneamente introducido en el Catálogo Köchel como KV 291.